# 翁翊皇
翁翊皇（1582年—1645年），明朝福建行省泉州府人，為鄭成功母親田川氏繼父。

## 生平
翁翊皇為鐵匠，後移居日本九州平戶藩（今日屬於長崎縣）川內浦飛鸞台，仍以打鐵為業，曾為平戶藩主鑄刀。。翁翊皇娶武士田川之遺孀為妻，並收養妻子與前夫的女兒，名為「阿松」。這位「阿松」姑娘被人稱為田川氏或翁氏。田川氏於1623年與鄭芝龍結婚，並在翌年於川內浦附近的千里濱海灘誕下鄭成功。